# Eupithecia abruzzensis
Eupithecia abruzzensis är en fjärilsart som beskrevs av Karl Dietze 1913. Eupithecia abruzzensis ingår i släktet Eupithecia och familjen mätare. Inga underarter finns listade i Catalogue of Life.